# Necaxacris micans
Necaxacris micans är en insektsart som först beskrevs av Morgan Hebard 1932.  Necaxacris micans ingår i släktet Necaxacris och familjen gräshoppor. Inga underarter finns listade i Catalogue of Life.